# Met-L-Check-Verfahren
Das Met-L-Chek-Verfahren (auch Kapillar-, Saug-, Penetrierverfahren) ist eine zerstörungsfreie Werkstoffprüfung zum Auffinden kleinster Risse an der Werkstückoberfläche.
Hierbei wird zuerst ein meist roter Farbstoff auf das gereinigte Werkstück aufgetragen und die Oberfläche nach einer Einwirkdauer von ca. 10 Minuten wieder gründlich davon befreit. Der aufgrund der Kapillarwirkung in vorhandene Haarrisse eingedrungene Farbstoff verbleibt in den Rissen. Nun wird die Oberfläche mit einem weißen Farbstoff eingesprüht, der den in potentiellen Haarrissen vorhandenen roten Farbstoff herauszieht. Durch dieses Verfahren werden selbst kleinste, mit der Lupe nicht wahrnehmbare Oberflächenschäden sichtbar.
Oft ist der rote Farbstoff zusätzlich fluoreszierend, um in Kombination mit ultravioletten Licht die Schäden noch besser sichtbar zu machen.
Dieses Verfahren entspricht der Weiterentwicklung der Ölkochprobe, bei der das Werkstück mehrere Minuten in heißes Öl getaucht wird und das Öl in Risse eindringt. Anschließend wird das Werkstück gereinigt und Schlämmkreide aufgetragen. Durch die Abkühlung wird nun das eingedrungene Öl wieder aus den Rissen herausgepresst und es zeichnet sich an den Fehlstellen eine Braunfärbung ab.